# Sarod

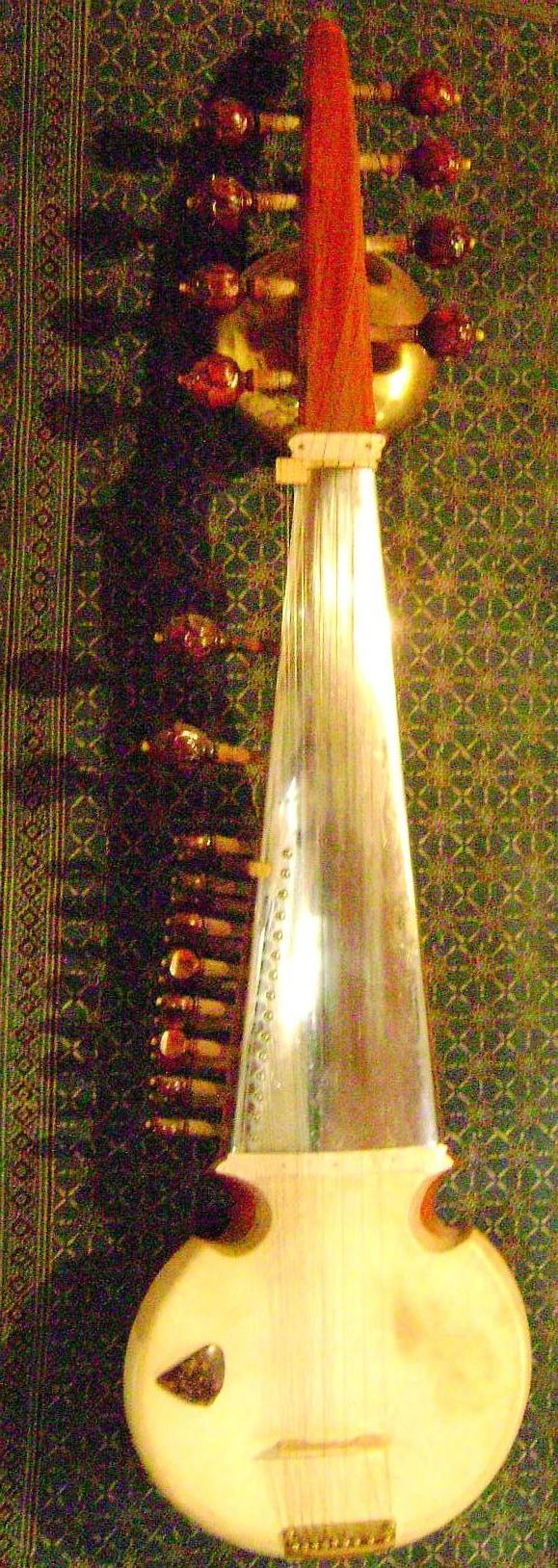
Sarod

Sarod ist eines der führenden Saiteninstrumente der klassischen nordindischen Musik. Die Langhalslaute wurde in den 1860er Jahren in Lucknow aus der afghanischen rubab und mit Formelementen der sursingar entwickelt. 

## Etymologie
Das aus dem Persischen stammende Wort sarod ist wesentlich älter als das indische Musikinstrument. Es wird üblicherweise auf sorūd in der Bedeutung „Lied“, „Melodie“, „Hymne“ und weiter auf das persische Verb sorūdan zurückgeführt, das dementsprechend „singen“, „ein Musikinstrument spielen“, aber darüber hinaus auch „dichten“ bedeutet. Es wurde vielleicht in den Aussprachevarianten surod, sorud und saroz auf Streichlauten in der Volksmusik von Belutschistan übertragen, die mit der sarinda verwandt sind. Sarod wird manchmal des Weiteren von schahrud (šāh-rūd) hergeleitet, dem Namen eines im 10. Jahrhundert entwickelten Saiteninstruments. Darin sind die beiden Komponenten šāh, (Schah), „König“ und rūd, „Saite“, in der ungefähren Bedeutung „König der Lauten“ enthalten. In beiden Herleitungen ist das Wort in irgendeiner Weise mit Musik verbunden. Die vom Musikwissenschaftler S. M. Tagore (Sourindramohan Tagore) 1875 angegebene Verbindung von sarod mit sarad und saradiya vina (Sanskrit „herbstliche Vina“) gilt heute als unbegründet.

## Bauform
Die Rückseite der sarod wird aus einem Stück geschnitzt. Als Material dient entweder Tun (Indisches Mahagoni) oder Teakholz. Der Korpus wird mit einem Ziegenfell bespannt. Das bundlose Griffbrett besteht aus Metall. Bespannt wird die sarod mit 25 Saiten aus Metall. Drei von diesen sind Rhythmussaiten, vier von diesen werden als Melodiesaiten genutzt. Die Griffhand verkürzt diese Melodiesaiten – anders als bei den meisten Saiteninstrumenten – mit Hilfe des Fingernagels. Die Melodie- und Rhythmussaiten werden mit einem Plektrum aus Kokosnussschale (jaba) angeschlagen. Sie sind über einen dünnen Steg aus Horn gespannt. Die restlichen Saiten dienen als Resonanzsaiten und laufen durch eine Aussparung im Steg hindurch. Der Hals trägt eine polierte Stahlplatte als Griffbrett. Am Halsende ist ein zusätzlicher Resonanzkörper befestigt. 

## Spielweise

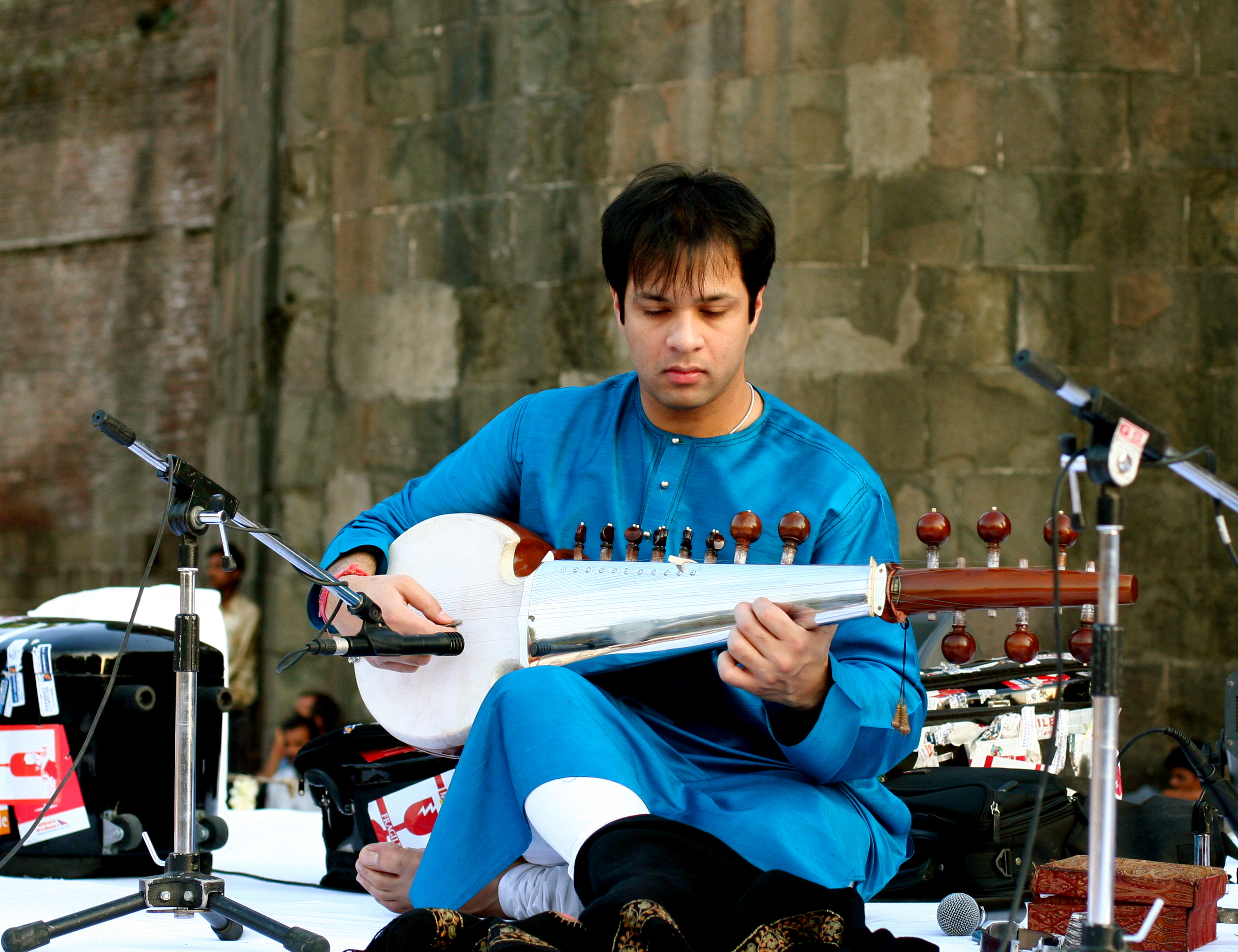
Amaan Ali Khan

Zur Lehrtradition der Senia-Gharanas, Musikschulen oder Stilrichtungen, die ihre Herkunft auf den bedeutenden Musiker Mian Tansen im 16. Jahrhundert zurückführen, gehörte neben der Gesangsausbildung das Unterrichten der Langhalslaute vina und der Schalenhalslaute rubab. Die Weitergabe der klassischen Dhrupad-Tradition erfolgte weitgehend innerhalb der entsprechenden Familien meist vom Vater auf den Sohn. Außenstehende unterrichteten die Musiklehrer nur im weniger strengen Khyal-Gesangsstil und an den Lauteninstrumenten sitar, sursingar und sarod. Vier Sarod-Gharanas werden unterschieden: die von muslimischen Familien gepflegte Shahjahanpur-Gharana, die Lakhnau-Gharana und die Gwalior-Gharana sowie die von Allauddin Khan, einem hinduistischen Musiker gegründete Maihar-Gharana.
Der bekannteste Sarodspieler des 20. Jahrhunderts war Ali Akbar Khan. Er verstarb 2009 in San Francisco und stand in der Tradition der Maihar-Gharana. Weitere sind: Amjad Ali Khan, Radhika Mohan Maitra (1917–1981) und dessen Schüler Buddhadev Das Gupta, Jai Uttal, Hafiz Ali Khan, Partho Sarathy, Rajeev Taranath, Tejendra Narayan Majumdar, Aashish Khan, Ayaan Ali Khan, Amaan Ali Khan, Basant Kabra, Biswajeet Roy Chowdhury, Brij Narayan, Devjyoti Bose, Kalyan Mukherjee, Ken Zuckerman, Wajahat Khan, Zarin Daruwala, Ranajit Sengupta, Sharan Rani und Vikash Maharaj.